# Майори (остановочный пункт)
Ма́йори (латыш. Majori) — остановочный пункт в Юрмале на электрифицированной железнодорожной линии Торнякалнс — Тукумс II, ранее являвшейся частью Риго-Орловской железной дороги.

## История
Станция была оборудована при возникновении линии в непосредственной близости с главной улицей посёлка и носила название Майоренгоф по находящемуся невдалеке поместью с тем же именем. В 1905—1907 годах, после расширения насыпи вдоль берега реки Лиелупе, был проложен второй путь.
При строительстве станции была оборудована платформа, возведено здание вокзала, устроены две стрелки, перрон и рампа. На вокзале работал популярный среди курортников ресторан. Станция обслуживала отдыхающих санатория «Мариенбад», владельцев дач, жителей поместья Майоренгоф и арендаторов. Благодаря удобному сообщению Майоренгоф вскоре стал крупным поставщиком садовой клубники к столу жителей Санкт-Петербурга.
Нынешнее название носит с 1919 года. После строительства кирпичного здания, первоначальная деревянная конструкция была демонтирована в 1992 году.
В конце 2015 — начале 2016 гг. проведена реконструкция остановочного пункта: перроны заменены на средние, высотой 550 мм над головкой рельса, демонтирован островной перрон, установлены информационные табло и камеры видеонаблюдения.

## Галерея

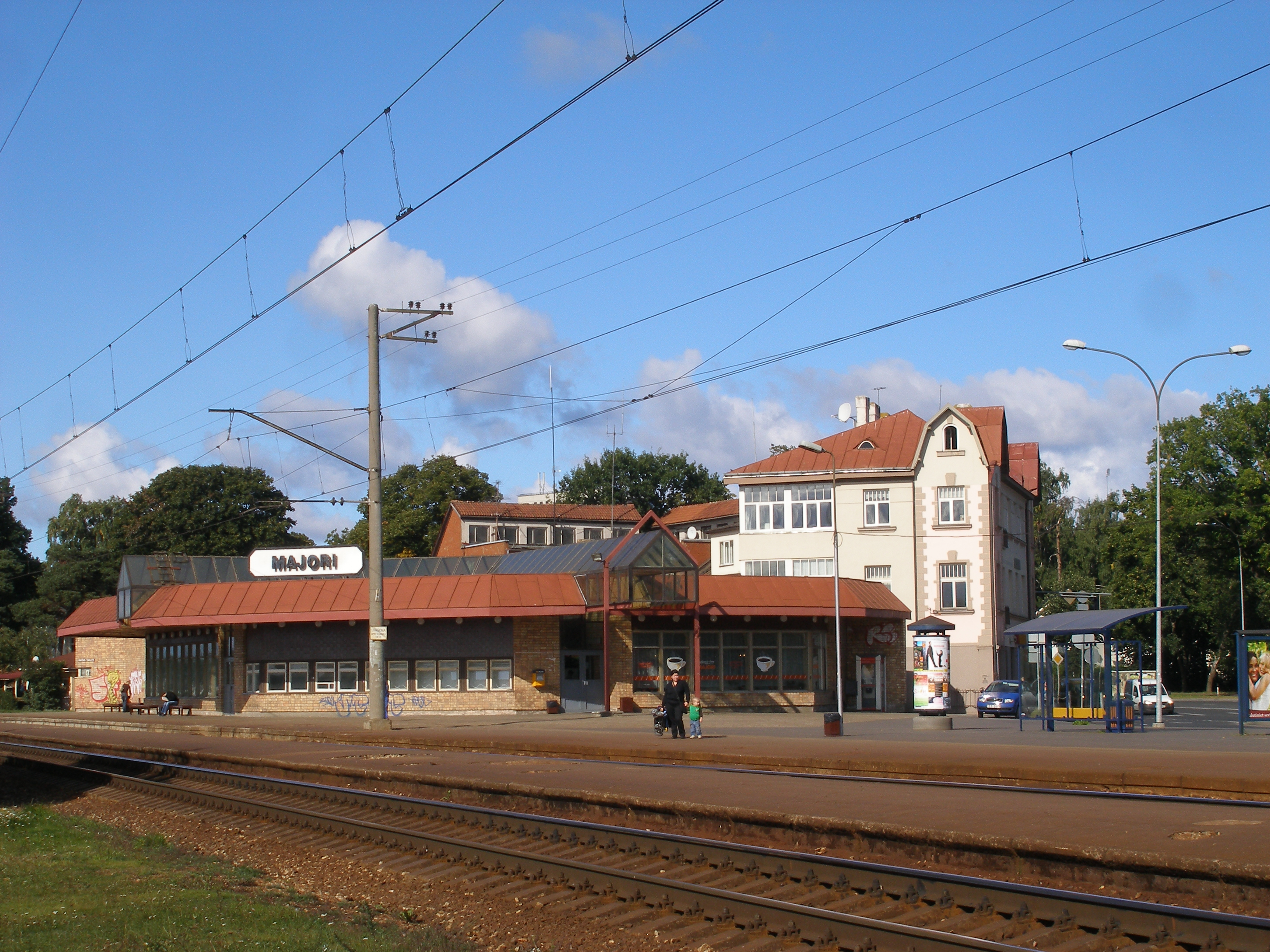
Пассажирское здание (сентябрь 2009 г.)
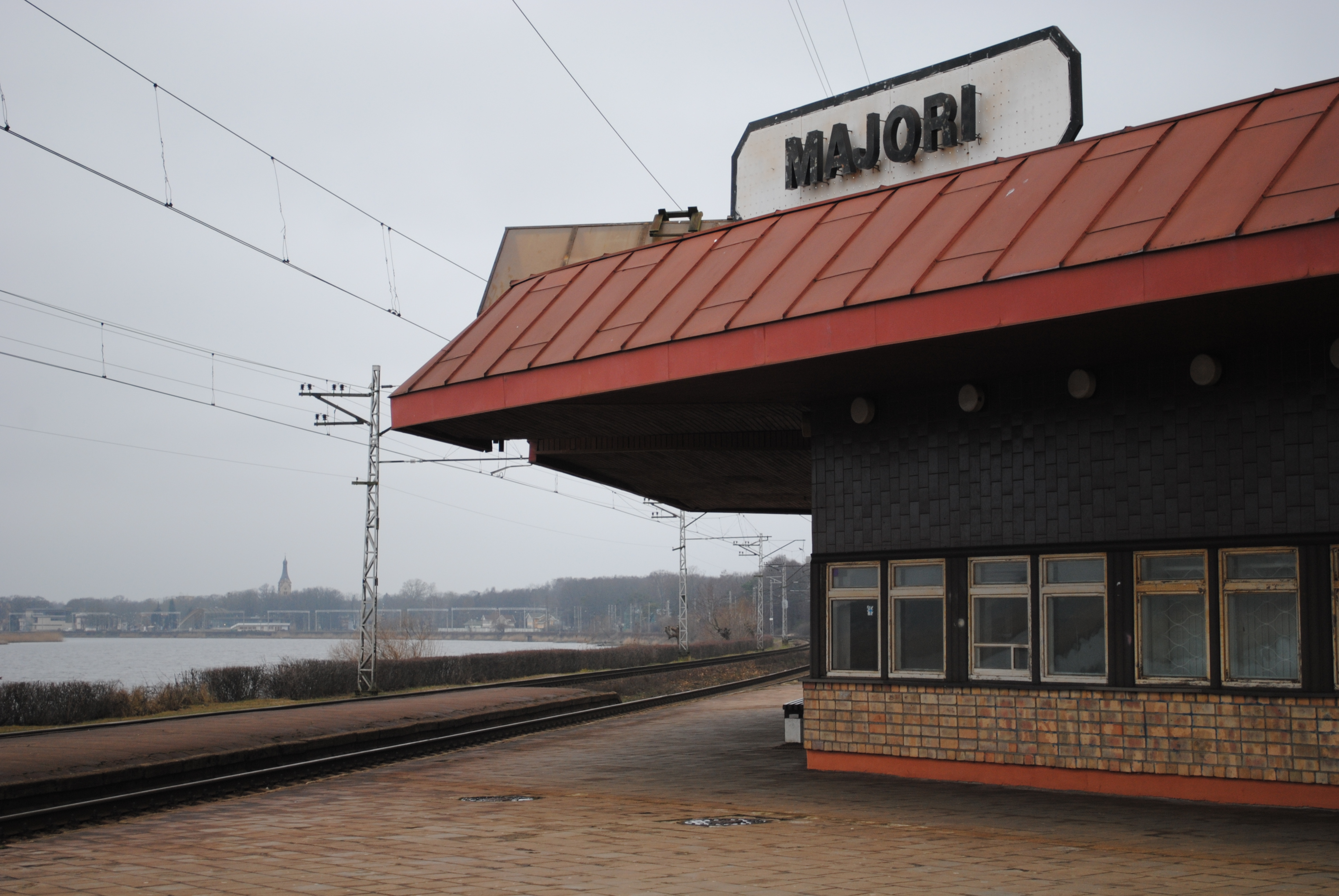
Пассажирское здание на станции Майори, 2014 г.